# Alcázar de los Bejarano
El Alcázar de los Bejarano, también llamado Casa de los Bejarano, es un edificio fortificado con misión defensiva y sus orígenes se remontan al siglo XIII. Se encuentra en la localidad de Trujillo (provincia de Cáceres, España) y, más concretamente, junto a la «Puerta del Triunfo» de esta localidad. El Alcázar propiamente dicho fue construido en el siglo XIII si bien la «Casa de los Bejarano» se reconstruyó sobre dicho alcázar en el siglo XV.

## Historia
Las puertas de Trujillo estaban defendidas por casas fuertes o alcázares pertenecientes a la nobleza y que habían recibido del rey tal honor. Esta construcción tenía evidentes funciones defensivas que se mejoraron entre los siglos XIII y XV. Es, por tanto, un edificio militar para la defensa.
La familia de «los Bejarano» procedían de la localidad portuguesa de Beja, situada en el Algarbe, y fueron hacia Trujillo junto con las familias «Añasco» y «Altamirano» para ayudar a conquistar este enclave extremeño. Por esa razón, estas tres familias recibieron beneficios y prebendas del rey. Posteriormente los Bejarano bajaron hasta Badajoz donde se enfrentaron con las fuerzas portuguesas. A partir del año 1289 se instalaron de forma definitiva en Trujillo, durante el reinado de Sancho IV.

## Descripción
Tenía dos torres cercanas a la «Puerta del Triunfo» pero estás desmochadas y en estado semi-ruinoso. En una de ellas, la más próxima a la puerta tiene en la parte inferior de ladrillo tipo mudéjar y otra, más arriba, que es bastante más amplia construida en épocas posteriores, de estilo renacentista coronada por el escudo de la familia una pequeña ventana La puerta que custodiaba tiene un arco rebajado o arco escarzano. Coronando la puerta hay un escudo de la familia Bejarano representado por un león rampante en una esquina y con cuatro cabezas asemejadas a las de los dragones y una inscripción en latín en la parte inferior que dice «Sub umbram alarum protegenos» cuya traducción es «protégenos bajo la sombra de tus alas».